# Centrale nucléaire de Yankee Rowe
La centrale nucléaire de Yankee Rowe est une centrale nucléaire déclassée qui est installée sur la rivière Deerfield à Rowe dans l'ouest du Massachusetts.

## Caractéristiques
Cette centrale comportant un réacteur à eau pressurisée était la troisième centrale nucléaire construite aux États-Unis après la centrale nucléaire de Vallecitos, le réacteur nucléaire de Shippingport et la réacteur nucléaire de Dresden-1.
- Yankee Rowe : type REP de 167 MWe, raccordée au réseau le 10 novembre 1960, arrêtée en 1992 après 32 ans de fonctionnement.

La centrale a produit au total 34 milliards de kWh d'électricité avec une disponibilité de 74 %.
La Compagnie Yankee Atomic Electric Company (YAEC) avait été créée en 1954 pour cette construction et elle avait été subventionnée pour les besoins de la Nouvelle-Angleterre par les compagnies d'électricité locales.

Voici la répartition des participations de ces compagnies :
- New England Power Company : 34,5 %
- The Connecticut Light and Power Company : 24,5 %
- Boston Edison Company : 9,5 %
- Central Maine Power Company : 9,5 %
- Public Service Company of New Hampshire : 7,0 %
- Western Massachusetts Electric Company : 7,0 %
- Central Vermont Public Service Corporation : 3,5 %
- Commonwealth Electric Company : 2,5 %
- Cambridge Electric Light Company : 2,0 %

## Démantèlement
À l'heure actuelle, le démantèlement de Yankee Rowe peut être considéré comme terminé d'après la NRC (Nuclear Regulatory Commission) et le site est réputé entièrement sûr.
Cependant plus de 50 tonnes de barres de combustible usé sont encore stockés sur le site dans des conteneurs de béton et d'acier. Ils devront rester sur le site au moins jusque dans les années 2020, date à laquelle il pourrait être possible d'utiliser le site d'enfouissement de Yucca Mountain.